# План Савов – Нерезов
Планът Савов – Нерезов е българският оперативен план за военни действия срещу Сърбия и Гърция, изготвен в навечерието на Междусъюзническата война. Наречен е на авторите си – помощник-главнокомандващия генерал Михаил Савов и началника на Оперативния отдел в Генералния щаб полковник Стефан Нерезов.

## Предпоставки и съдържание
Планът е докладван и одобрен от главното командване на 18 май 1913 година – ден след края на войната с Османската империя, когато конфликтът между балканските съюзници за бившите османски владения в Македония е вече ясно очертан с отказа им да демобилизират армиите си и да приемат арбитраж от Великите сили. Той отрежда срещу сърбите четири от петте армии, с които българското командване разполага. Отчитайки струпването на главните сръбски сили в Македония, то се надява да прекъсне сравнително лесно основната им снабдителна линия с Белград, преминаваща през Ниш, Враня и Куманово. За целта Първа армия трябва да настъпи в долината на Тимок през Княжевац и съвместно с Трета армия да превземе укрепените Пирот и Бела паланка. Успехът на тези операции трябва да открие пътя на двете армии към Враня. Така сръбските войски, действащи на Овче поле, ще бъдат притиснати от север, едновременно с атаките от юг на Четвърта армия, която трябва да премине Брегалница при Щип, и Пета армия, която действа северно от Осогово през Крива паланка. Срещу гръцките войски между долните течения на Вардар и Струма планът отрежда относително слабата Втора армия. Нейната задача е да задържи позициите си на подстъпите за Солун до първите успехи срещу сърбите, които ще позволят на Четвърта армия да отдели подкрепления (четири пехотни бригади) за решително настъпление към този град.

## Подготовка
Съгласно замисъла на Савов, веднага след подписването на Лондонския мир всички български войски (с много малко изключения) са насочени от Източна Тракия срещу все още формалните съюзници на България, като за по-малко от месец достигат и заемат позиции в широка дъга между Дунав, Вардар и Егейско море, както следва:
- Първа армия, състояща се от две пехотни дивизии (5-а и 9-а), в района Видин — Берковица;
- Трета армия, в състав 1-ва и 13-а пехотна и конната дивизия, между Сливница, Цариброд и Трън;
- Пета армия с 4-та и 12-а пехотна дивизия, Одринската бригада и други части около Кюстендил и Радомир;
- най-силната, Четвърта армия, включваща 2-ра, 7-а и 8-а пехотна дивизия, две бригади от 3-та и 4-та дивизия и Македоно-одринското опълчение, в триъгълника Радовиш — Щип — Кочани;
- Втора армия (3-та и 11-а пехотна дивизия, 1-ва бригада от 10-а пехотна дивизия, Сярската и Драмската бригада) по линията Дойран — Орфано — Кавала;
- Шеста пехотна дивизия в Струмица като стратегически резерв на разположение на главното командване.[5][6]

## Критики
Още при представянето си планът на Савов е подложен на критики от началник-щаба на действащата армия. Генерал Иван Фичев предупреждава, че войските се разполагат без нужната концентрация за решителен удар и че поставянето на изходната база на две дивизии (Първа армия) на север от Стара планина ще ги отдалечи твърде много от Македония, намалявайки въздействието им върху главния театър на бойните действия. Това становище се поддържа и в по-късни исторически изследвания, в които се отбелязва, че Савов и Нерезов не преценяват адекватно разстоянията, особеностите на терена и времето, необходимо за преодоляването им. Като слабост в плана се сочи и подценяването на боеспособността на гръцката армия, което оставя войските срещу Сърбия с несигурен тил. Фичев препоръчва съсредоточаване на главния удар срещу гърците, преди да се пристъпи към офанзива на сръбския фронт. Савов налага обратния ред на действие, като приема за приоритет разбиването на по-силния противник – сърбите. С разпръсването на българските армии преди началото на операциите той разчита да скрие от сръбското командване посоката на главния удар през Тимок и Южна Морава.
Въпреки териториалните претенции на Османската империя (за Одрин) и на Румъния (за Южна Добруджа), планът Савов – Нерезов оставя границите с тези две държави с незначителна охрана (16 пехотни и опълченски дружини и някои по-малки части). Предположението на Савов, че очакваният бърз успех срещу Сърбия (влизане в Ниш четири дни след началото на войната и обкръжаване на войските в Македония след още пет) ще обезсърчи и отклони Цариград и Букурещ от намеса във военните действия, се отхвърля в историографията като необосновано.

## Изпълнение
Привеждането на плана в изпълнение е забавено с пет дни след избухването на бойните действия в Македония на 17 юни заради съпротивата на кабинета Данев. Надявайки се все още на благоприятен арбитраж на спора от Русия, правителството се старае да избегне разрастването на войната и отхвърля искането на Савов за настъпление в Поморавието. Първа и Трета армия получават разрешение и настъпват към Пирот и Враня едва на 22 юни, след като Втора армия е разбита от гърците при Кукуш и Лахна. Въпреки първоначалните си успехи, три дни по-късно двете армии са спрени и върнати на изходните си позиции по нареждане на новия помощник-главнокомандващ генерал Радко Димитриев, за да може част от тях да бъдат прехвърлени на българо-гръцкия фронт.